# Список національних квітів
Національна квітка — квітка, яка є символом певної країни. У деяких державах національна квітка визначена на законодавчому рівні, в інших квіткова емблема обирається шляхом опитування громадської думки. У багатьох країнах певна квітка займає важливе місце у культурі та традиціях, тому вважається національною емблемою, але водночас не має жодного офіційного статусу.

## Список національних квітів
| Країна                      | Назва квітки                                                          | Зображення | Примітки |
| --------------------------- | --------------------------------------------------------------------- | ---------- | --- |
| Австралія                   | Acacia pycnantha                                                      |            | затверджено 1 вересня 1988 |
| Австрія                     | Gentiana nivalis                                                      |            | [ 2 ] |
| Австрія                     | Leontopodium alpinum                                                  |            | |
| Албанія                     | Papaver rhoeas червоно-чорного кольору                                |            | |
| Антигуа і Барбуда           | Agave karatto                                                         |            | [ 3 ] |
| Аргентина                   | Erythrina crista-galli                                                |            | Затверджено 23 грудня 1942 декретом уряду № 138474 |
| Афганістан                  | Tulipa                                                                |            | не має офіційного статусу |
| Багамські Острови           | Tecoma stans                                                          |            | Обрано у 1970-х роках |
| Бангладеш                   | Nymphaea nouchali                                                     |            | Згідно з конституцією Бангладеш, також зображена на гербі країни |
| Барбадос                    | Caesalpinia pulcherrima                                               |            | Квітку також зображено на гербі Барбадосу |
| Беліз                       | Prosthechea cochleata                                                 |            | [ 8 ] |
| Бермудські Острови          | Sisyrinchium bermudiana                                               |            | [ 9 ] |
| Білорусь                    | Linum usitatissimum                                                   |            | не має офіційного статусу |
| Болгарія                    | Rosa                                                                  |            | не має офіційного статусу |
| Болівія                     | Cantua buxifolia                                                      |            | затверджена декретом № 22482 від 27 квітня 1990 |
| Болівія                     | Heliconia rostrata                                                    |            | затверджена декретом № 22482 від 27 квітня 1990 |
| Боснія і Герцеговина        | Lilium bosniacum                                                      |            | |
| Ботсвана                    | Harpagophytum procumbens                                              |            | [ 11 ] |
| Бразилія                    | Tabebuia serratifolia                                                 |            | [ 5 ] |
| Бруней                      | Dillenia suffruticosa                                                 |            | |
| Бутан                       | Meconopsis grandis                                                    |            | [ 12 ] |
| Велика Британія (Англія)    | троянда Тюдорів (символічна квітка, що походить від червоної троянди) |            | [ 13 ] |
| Велика Британія (Шотландія) | Onopordum acanthium                                                   |            | [ 5 ] |
| Велика Британія (Уельс)     | Narcissus pseudonarcissus                                             |            | |
| Венесуела                   | Cattleya mossiae                                                      |            | |
| В'єтнам                     | Nelumbo nucifera червоного кольору                                    |            | |
| Гаїті                       | Bougainvillea                                                         |            | [ 14 ] |
| Гаяна                       | Victoria amazonica                                                    |            | [ 15 ] |
| Гватемала                   | Lycaste skinneri                                                      |            | [ 5 ] |
| Гібралтар                   | Iberis gibraltarica                                                   |            | |
| Гондурас                    | Rhyncholaelia digbyana                                                |            | Орхідея Rhyncholaelia digbyana була проголошена національною квіткою Гондурасу 25 листопада 1969 року. З 1946 по 1969 роки національною квіткою Гондурасу була жовта троянда, від якої відмовилися, оскільки вона не росте у цій країні у дикій природі                                   |
| Гонконг                     | Bauhinia blakeana                                                     |            | Обрано 1965 року, зображено на прапорі Гонконгу |
| Гуам                        | Bougainvillea spectabilis                                             |            | [ 2 ] |
| Данія                       | Argyranthemum frutescens                                              |            | Перемогла на конкурсі у 1980-х роках, але не має офіційного статусу |
| Домініка                    | Poitea carinalis                                                      |            | |
| Домініканська Республіка    | Pereskia quisqueyana                                                  |            | Затверджено законом№ 146-11. До 2011 року національною квіткою була Swietenia mahagoni |
| Еквадор                     | Chuquiraga jussieui                                                   |            | не має офіційного статусу |
| Естонія                     | Centaurea cyanus                                                      |            | Обрано 23 червня 1988 |
| Ефіопія                     | Zantedeschia aethiopica                                               |            | [ 2 ] |
| Єгипет                      | Nymphaea lotus                                                        |            | [ 13 ] |
| Зімбабве                    | Gloriosa superba                                                      |            | [ 2 ] |
| Ізраїль                     | Anemone coronaria                                                     |            | Обрано 2003 року на заміну Cyclamen persicum |
| Індія                       | Nelumbo nucifera                                                      |            | [ 5 ] |
| Індонезія                   | Jasminum sambac                                                       |            | Усі три квіткові символи Індонезії було обрано 1990 року на Дні довкілля та затверджено указом президента |
| Індонезія                   | Phalaenopsis amabilis                                                 |            | |
| Індонезія                   | Rafflesia arnoldii                                                    |            | |
| Іран                        | Tulipa                                                                |            | зображено на емблемі країни |
| Ірак                        | Rosa                                                                  |            | [ 2 ] |
| Ірландія                    | Trifolium repens                                                      |            | [ 5 ] |
| Ісландія                    | Dryas octopetala                                                      |            | [ 2 ] |
| Іспанія                     | Dianthus caryophyllus                                                 |            | [ 5 ] |
| Іспанія (Каталонія)         | Spartium junceum                                                      |            | |
| Італія                      | Bellis perennis                                                       |            | не має офіційного статусу |
| Йорданія                    | Iris nigricans                                                        |            | [ 18 ] |
| Кайманові Острови           | Schomburgkia Thomsoniana                                              |            | [ 2 ] |
| Камбоджа                    | Sphaerocoryne affinis                                                 |            | Затверджена 2005 року королівським указом |
| Канада                      | Acer rubrum                                                           |            | Затверджено 1996 року |
| КНР                         | Paeonia broteri                                                       |            | 1903 року було обрано квітковою емблемою Китаю, але після 1949 року вона не використовувалася. 2005 року було проведення опитування, яке показало, що 41 % китайців підтримують півонію як національну квітку, а 36 % — за сливовий цвіт, але жодна квітка не отримала офіційного статусу |
| КНР                         | Prunus mume                                                           |            | не має офіційного статусу |
| Кіпр                        | Cyclamen cyprium                                                      |            | [ 21 ] |
| Колумбія                    | Cattleya trianae                                                      |            | обрано 1936 року |
| Коста-Рика                  | Guarianthe skinneri                                                   |            | [ 5 ] |
| Куба                        | Hedychium coronarium                                                  |            | [ 22 ] |
| Кувейт                      | Rhanterium epapposum                                                  |            | [ 2 ] |
| Лаос                        | Plumeria                                                              |            | [ 2 ] |
| Латвія                      | Leucanthemum vulgare                                                  |            | [ 2 ] |
| Лесото                      | Aloe polyphylla                                                       |            | |
| Литва                       | Ruta graveolens                                                       |            | [ 10 ] |
| Ліберія                     | Piper nigrum                                                          |            | [ 2 ] |
| Лівія                       | Punica granatum                                                       |            | [ 2 ] |
| Маврикій                    | Trochetia boutoniana                                                  |            | |
| Макао                       | Nelumbo nucifera                                                      |            | Зображено на прапорі Макао |
| Північна Македонія          | Triticum aestivum                                                     |            | зображено на гербі країни |
| Північна Македонія          | Nicotiana                                                             |            | зображено на гербі країни |
| Північна Македонія          | Papaver somniferum                                                    |            | зображено на гербі країни |
| Малайзія                    | Hibiscus rosa-sinensis                                                |            | |
| Мальдіви                    | Рожева троянда                                                        |            | [ 2 ] |
| Мальта                      | Cheirolophus crassifolius                                             |            | затверджено 1973 року |
| Мексика                     | Dahlia                                                                |            | затверджено 1963 року |
| М'янма                      | Pterocarpus indicus                                                   |            | |
| Монако                      | Dianthus caryophyllus                                                 |            | |
| Намібія                     | Welwitschia mirabilis                                                 |            | |
| Непал                       | Rhododendron                                                          |            | |
| Нігерія                     | Costus spectabilis                                                    |            | |
| Нідерланди                  | Tulipa                                                                |            | не має офіційного статусу |
| Нікарагуа                   | Plumeria alba                                                         |            | затверджено 17 серпня 1971 |
| Нова Зеландія               | Cyathea dealbata                                                      |            | зображена на новозеландських грошах та гербі, але не має офіційного статусу |
| Нова Зеландія               | Sophora tetraptera                                                    |            | не має офіційного статусу |
| Норвегія                    | Saxifraga cotyledon                                                   |            | було обрано 1935 року |
| Норвегія                    | Calluna vulgaris                                                      |            | було обрано 1935 року |
| Острови Кука                | Gardenia taitensis                                                    |            | |
| Пакистан                    | Jasminum officinale                                                   |            | [ 24 ] |
| Панама                      | Орхідея Peristeria elata                                              |            | |
| Парагвай                    | Passiflora caerulea                                                   |            | [ 5 ] |
| Перу                        | Cantua buxifolia                                                      |            | [ 2 ] |
| Південна Корея              | Hibiscus syriacus                                                     |            | затверджено 1963 року, зображено на гербі та деяких інших офіційних емблемах |
| ПАР                         | Protea cynaroides                                                     |            | [ 2 ] |
| Північна Корея              | Magnolia sieboldii                                                    |            | |
| Польща                      | Papaver rhoeas червоно-чорного кольору                                |            | не має офіційного статусу |
| Португалія                  | Lavandula                                                             |            | [ 13 ] |
| Сальвадор                   | Coffea arabica                                                        |            | не має офіційного статусу |
| Сальвадор                   | Yucca guatemalensis                                                   |            | [ 13 ] |
| Сент-Кіттс і Невіс          | Delonix regia                                                         |            | |
| Сінгапур                    | Vanda 'Miss Joaquim'                                                  |            | Обрано 15 квітня 1981 |
| США                         | Rosa                                                                  |            | Затверджено президентом Рейганом 1986 року |
| Суринам                     | Ixora coccinea                                                        |            | |
| Таїланд                     | Cassia fistula                                                        |            | |
| Тайвань                     | Prunus mume                                                           |            | затверджено 21 липня 1964 |
| Тонга                       | Garcinia sessilis                                                     |            | |
| Тринідад і Тобаго           | Warszewiczia coccinea                                                 |            | [ 2 ] |
| Туніс                       | Jasminum grandiflorum                                                 |            | |
| Туреччина                   | Tulipa agenensis                                                      |            | [ 2 ] |
| Угорщина                    | Tulipa                                                                |            | [ 10 ] [ 13 ] |
| Україна                     | Viburnum                                                              |            | не має офіційного статусу |
| Україна                     | Helianthus annuus                                                     |            | |
| Уругвай                     | Erythrina crista-galli                                                |            | [ 2 ] |
| Фарерські острови           | Caltha palustris                                                      |            | |
| Фіджі                       | Medinilla waterhousei                                                 |            | Також зображена на фіджійських грошах |
| Філіппіни                   | Jasminum sambac                                                       |            | затверджено 1934 року |
| Фінляндія                   | Convallaria majalis                                                   |            | [ 2 ] [ 13 ] |
| Франція                     | Геральдична лілія, основою якої є lilium                              |            | символ французької монархії |
| Французька Полінезія        | Gardenia taitensis                                                    |            | [ 2 ] |
| Хорватія                    | Iris croatica                                                         |            | [ 2 ] |
| Хорватія                    | Degenia velebitica                                                    |            | зображена на хорватських грошах |
| Чехія                       | Tilia cordata                                                         |            | [ 5 ] |
| Чилі                        | Lapageria rosea                                                       |            | [ 5 ] |
| Швейцарія                   | Gentiana nivalis                                                      |            | |
| Швейцарія                   | Leontopodium alpinum                                                  |            | [ 2 ] |
| Швеція                      | Convallaria majalis                                                   |            | [ 13 ] |
| Шрі-Ланка                   | Nymphaea nouchali біло-блакитного кольору                             |            | затверджено 26 лютого 1986 року |
| Ямайка                      | Guaiacum officinale                                                   |            | [ 29 ] |
| Японія                      | Chrysanthemum                                                         |            | зображено на прапорі імператора, але не має офіційного статусу |
| Японія                      | Prunus serrulata                                                      |            | не має офіційного статусу |